# Gare de Rábapordány
La gare de Rábapordány (en hongrois : Rábapordány vasútállomás) est une halte ferroviaire hongroise, située à Rábapordány.